# Songs of Faith and Devotion Live
 Songs of Faith and Devotion Live  —  концертний альбом  британської групи Depeche Mode, що вийшов 6 грудня 1993.

## Про альбом
Альбом складається з «живих » версій композицій альбому Songs of Faith and Devotion, записаних під час концертів у Копенгагені, Льєвені, Новому Орлеані, що проходили в рамках гастрольного туру  Devotional tour .
Альбом мав досить скромний комерційний успіх. Songs of Faith and Devotion Live досяг тільки 46-й позиції у Великій Британії і 193-й позиції у США. Альбом також отримав негативні відгуки від музичних критиків. Зокрема були розкритиковані звучання пісень і занадто надривний вокал  Дейва Гаана.

## Трек-лист
1. I Feel You – 7:11
2. Walking in My Shoes – 6:41
3. Condemnation – 3:56
4. Mercy in You – 4:20
5. Judas – 5:01
6. In Your Room – 6:47
7. Get Right with Me – 3:11
8. Rush – 4:35
9. One Caress – 3:35
10. Higher Love – 7:30